# Cliffhanger
Pour les articles homonymes, voir Cliffhanger (homonymie).
 (avril 2017).
Si vous disposez d'ouvrages ou d'articles de référence ou si vous connaissez des sites web de qualité traitant du thème abordé ici, merci de compléter l'article en donnant les références utiles à sa vérifiabilité et en les liant à la section « Notes et références ».
Un cliffhanger, littéralement « personne suspendue au rebord de la falaise », est, dans la terminologie anglophone des œuvres de fiction, un type de fin ouverte, laissée en suspens, afin de créer une forte attente ; plus généralement, c'est aussi tout récit ou situation suscitant une grande angoisse. Ce type de fin, très fréquent dans les séries et les feuilletons, suppose une suite.

## Origines
La technique du cliffhanger remonterait à l'écrivain Thomas Hardy, qui, dans son roman A Pair of Blue Eyes, publié d'abord en feuilletons de septembre 1872 à juillet 1873, laisse son personnage Henry Knight accroché au bord d'une falaise. 
Cependant, selon l'édition de 1994 de l’Historical Dictionary of American Slang publié par la maison d'édition Random House, la première occurrence du terme dans un ouvrage imprimé date de 1937.

## Terminologie
La Commission d'enrichissement de la langue française a publié le 16 octobre 2011 au Journal officiel la traduction « suspens » dont l'utilisation est préconisée en lieu et place de l'emprunt « cliffhanger ».
Si le Lexique du CNRTL propose à la fois « suspens » et « suspense » comme le « moment d'un récit, d'une œuvre dramatique ou romanesque qui suscite un sentiment d'attente plus ou moins angoissée », le terme cliffhanger est aussi utilisé dans le parler des médias,,.

## Fonction
Dans les séries télévisées, les romans-feuilletons, les feuilletons radiophoniques et parfois les sagas cinématographiques, le rôle principal du cliffhanger est de donner envie au public de connaître la suite du récit, pour savoir comment le personnage va s'extirper de la situation difficile où il se trouve. Parfois, le cliffhanger ne trouve pas de résolution dans l'épisode suivant, ce qui permet de tenir le spectateur en haleine jusqu'à son dénouement.

## Selon les genres

### Littérature
Cette technique narrative est utilisée notamment dans le roman à énigme, le roman noir, le roman à suspense ou thriller. Par exemple l'ouvrage Da Vinci Code de Dan Brown comporte de nombreux chapitres s'achevant par un cliffhanger, afin de tenir le lecteur en haleine.

### Bande dessinée
Dans le neuvième art, le cliffhanger est nécessairement lié au fait que les histoires étaient à l'origine découpées en planches publiées par deux ou quatre dans la presse illustrée hebdomadaire : on parle alors de « suspense de bas de page », la dernière case jouant ce rôle, renforcé par la mention « à suivre » à l'intention du lecteur. Les auteurs mettaient en place ce dispositif dès le lancement d'une nouvelle aventure, et le cliffhanger de chaque semaine était généralement résolu la semaine suivante. On retrouve cette technique à la fin des albums de BD contemporains, édités sans prépublication et appartenant à une série.

### Cinéma
Au début du XXe siècle, avec la naissance du cinéma commercial, le cliffhanger est régulièrement utilisé dans les serials, appelés à l'époque en français « feuilletons-cinéma », tels que Les Mystères de New York (1914) ou encore Judex (1917), qui se présentaient comme des feuilletons cinématographiques dont les épisodes étaient rythmés par de multiples coups de théâtre. Les serial films disparurent avec l'apparition de la télévision et des séries télévisées.
Le cinéma utilise amplement la technique du cliffhanger, notamment dans les sagas cinématographiques contemporaines. Ainsi, les deux premiers films de la trilogie Retour vers le futur s'achèvent par un cliffhanger, tout comme Matrix Reloaded, le deuxième volet de la trilogie Matrix. 
Certains films se terminent par un cliffhanger sans qu'il y ait de suite, par exemple Monsieur Klein (1976) de Joseph Losey, ou encore la version final cut de Blade Runner (2007) de Ridley Scott, ce qui peut éventuellement décevoir et frustrer le spectateur mais permet de ne pas sceller le destin des personnages. 

### Séries télévisées
Les séries télévisées françaises de l'ORTF qui adaptaient des romans-feuilletons tels que Rouletabille ou Rocambole, étaient constituées d'épisodes de 15 minutes se terminant par un coup de théâtre, une scène de suspense ou une révélation surprenante, conservant l'esprit des œuvres littéraires d'origines.
Dans les séries télévisées nord-américaines, le cliffhanger est à l'origine un trait caractéristique des soap operas, mais il a par la suite influencé les autres genres de série. Ainsi, dans les années 1967-1968, la série Les Envahisseurs utilise déjà un cliffhanger à la fin de chaque épisode. En outre, dans de nombreuses séries, un cliffhanger ponctue un épisode toutes les 12 minutes. C'est en effet, sur les chaînes publiques nord-américaines, la fréquence des interruptions publicitaires : ici, le cliffhanger sert à donner au téléspectateur l'envie de regarder le reste de l'épisode et à le convaincre de patienter pendant la page de publicité. Un exemple particulièrement emblématique est la série 24 Heures chrono. À noter toutefois que même les séries diffusées sur HBO, une chaîne payante sans interruption publicitaire, comportent souvent trois ou quatre cliffhangers par épisode de 52 minutes.
Il n'est pas rare qu'une saison d'une série télévisée s'achève par un cliffhanger. L'un des exemples les plus célèbres reste le dernier épisode de la troisième saison de Dallas, dans lequel le personnage de J.R. Ewing fait l'objet d'une tentative d'assassinat. La question de la survie éventuelle de ce dernier et le mystère au sujet de l'identité du coupable ne trouve réponse qu'au cours de la saison suivante, ce qui contribue à renforcer l'intérêt des téléspectateurs, impatients de savoir « qui a tiré sur J.R. ? ». La série X-Files a également marqué les esprits en générant des cliffhangers mémorables, y compris en fin de saison ; ainsi, dans l'épisode final de la saison 2, Ceux d'outre-tombe, où l'homme à la cigarette ordonne de faire exploser le wagon souterrain où est enfermé Fox Mulder : l'explosion se produit, et c'est le noir, sans que l'on sache ce qu'il advient de l'agent du FBI.
Les cliffhangers de fin de saison visent à la fois à fidéliser le téléspectateur et à convaincre les producteurs de renouveler la série pour la saison suivante, quitte à laisser une fin ouverte en cas de refus — de nombreuses séries, telles que Twin Peaks, Earl, ou Heroes, ont connu une telle situation. Cependant, certaines fins programmées longtemps à l'avance sont volontairement laissées ouvertes à l'interprétation : JAG, Les Soprano, Le Prisonnier, Angel, Desperate Housewives, Urgences…
L'un des grands adeptes du cliffhanger dans les séries reste J. J. Abrams, producteur et créateur notamment d'Alias et de Lost, deux séries illustrant à de très nombreuses reprises ce que peut être un cliffhanger d'importance considérable.
Les web-séries diffusées sur Internet usent aussi du cliffhanger, comme Le Visiteur du futur de François Descraques.

## Cliffhangersmultiples
Il arrive que plusieurs situations plus ou moins différentes soient laissées en suspens. On parle alors de double (triple, quadruple, etc.) cliffhanger. Un exemple est le triple cliffhanger de la série Doctor Who entre les deux épisodes L'Humanité en péril / Troisième Guerre mondiale (saison 1) où les héros, répartis entre trois lieux différents, se retrouvent chacun devant une menace mortelle apparemment inéluctable.